# Humphrey Lloyd
 (décembre 2014).
Si vous disposez d'ouvrages ou d'articles de référence ou si vous connaissez des sites web de qualité traitant du thème abordé ici, merci de compléter l'article en donnant les références utiles à sa vérifiabilité et en les liant à la section « Notes et références ».
Pour les articles homonymes, voir Lloyd.
Humphrey Lloyd (1800-1881) a dirigé le Trinity College de Dublin de 1867 à 1881 et a été professeur de philosophie naturelle. Lloyd est surtout connu pour avoir vérifié expérimentalement la réfraction conique, théorie émise par William Rowan Hamilton à propos de la façon dont la lumière est courbée lors d'un passage à travers un cristal biaxial. Il a été membre de la Royal Society et le président de la British Science Association et de la Royal Irish Academy.

## Jeunesse
Fils de Rev. Bartholomew Lloyd, il est né à Dublin le 16 avril 1800. Il intègre le Trinity College en 1815 en arrivant premier parmi 63 concurrents à l'examen d'entrée. Il a obtenu une bourse en 1818, et reçu un diplôme de Bachelor of Arts en 1819, pris la première place et la médaille d'or en science, et continué en Major of Arts en 1827 et devint enfin doctorant en 1840. Il devient junior fellow en 1824, puis senior fellow en 1843.

## Carrière scientifique
En 1831, Lloyd succède à son père en devenant professeur de philosophie naturelle au Trinity College. À la réunion de la British Science Association
en 1833, il présente ses découvertes sur les réfractions coniques dans les cristaux biaxiaux, vérifiant la théorie de William Rowan Hamilton.

## Récompenses et postérité
Lloyd était membre des Royal Society de Londres et d'Edimbourg, et de bien d'autres communautés scientifiques en Europe et aux États-Unis. Un buste de lui, sculpté par Albert Bruce Joy, a été placé dans la librairie du Trinity College en 1892.

## Travaux et publications
- Humphrey Lloyd, A Treatise on Light and Vision, Londres, 1831.
- Humphrey Lloyd, Two Introductory Lectures on Physical and Mechanical Science, Londres, 1834.
- Humphrey Lloyd, Lectures on the Wave-theory of Light, two parts, Dublin, 1836 et 1841 (réimpr. 1857).
- Humphrey Lloyd, Account of the Magnetic Observatory at Dublin, and of the Instruments and Methods of Observation employed there, Londres, 1842.
- Humphrey Lloyd, An Account of the Method of Determining the Total Intensity of the Earth's Magnetic Force in Absolute Measure, Londres, 1848.
- Humphrey Lloyd, The Elements of Optics, Dublin, 1849.
- Humphrey Lloyd, Address delivered at the opening meeting of the British Association for the Advancement of Science, Dublin, 1857.
- Humphrey Lloyd, Is it a Sin? An Inquiry into the Lawfulness of Complying with the Rule of the National Board relative to Religious Instruction, Dublin, 1860Publié anonymement.
- Humphrey Lloyd, The Climate of Ireland and the Currents of the Atlantic (lecture), Dublin, 1865.
- Humphrey Lloyd, Observations made at the Magnetical and Meteorological Observatory at Trinity College, Dublin, 1865.
- Humphrey Lloyd, The University of Dublin in its Relations to the several Religious Communities, Dublin, 1868Publié anonymement.
- Humphrey Lloyd, The Doctrine of Absolutism, Dublin, 1871.
- Humphrey Lloyd, Treatise on Magnetism, General and Terrestrial, Londres, 1874.
- Humphrey Lloyd, Miscellaneous Papers connected with Physical Science, Londres, 1877.